# Niesułków
Pour l’article homonyme, voir Niesułków-Kolonia.
Niesułków est une localité polonaise de la gmina de Stryków, située dans le powiat de Zgierz en voïvodie de Łódź.